# Conway (cràter)
Conway és un cràter d'impacte en el planeta Venus de 49,3 km de diàmetre. Porta el nom d'Anne Conway (1631-1679), filòsofa britànica, i el seu nom va ser aprovat per la Unió Astronòmica Internacional el 1994.